# SLE-nefrit
SLE-nefrit drabbar mer än 50 procent av barn med SLE (systemisk lupus erythematosus). Förekomsten av glomerulonefrit är en av de viktigast prognostiska faktorerna i långtidsprognosen för dessa barn. Alla barn med SLE som har blod eller protein i urinen bör göra en njurbiopsi. 
Sjukdomen behandlas primärt med kortison. Immunhämmande medel kan bli aktuella som behandling.